# Jasmin Rothmund
Jasmin Rothmund (ur. 27 maja 1991) – szwajcarska narciarka alpejska, srebrna medalistka mistrzostw świata juniorów. Od 2014 roku reprezentuje barwy Liechtensteinu.

## Kariera
Po raz pierwszy na arenie międzynarodowej Jasmin Rothmund pojawiła się 2 grudnia 2006 roku w Kaunertal, gdzie w zawodach juniorskich zajęła 35. miejsce w gigancie. W 2008 roku wystartowała na mistrzostwach świata juniorów w Formigal, gdzie jej najlepszym wynikiem było 22. miejsce w supergigancie. Jeszcze trzykrotnie startowała na imprezach tego cyklu, najlepszy indywidualny wynik osiągając podczas mistrzostw świata juniorów w Crans-Montana w 2011 roku, gdzie wywalczyła srebrny medal w supergigancie, ulegając tylko Włoszce Elenie Curtoni.
W zawodach Pucharu Świata zadebiutowała 4 stycznia 2011 roku w Zagrzebiu, gdzie nie ukończyła pierwszego przejazdu slalomu. Jak dotąd nie zdobyła pucharowych punktów. Nie startowała na mistrzostwach świata ani igrzyskach olimpijskich.

## Osiągnięcia

### Mistrzostwa świata juniorów
| Miejsce | Dzień       | Rok  | Miejscowość       | Konkurencja | Czas biegu  | Strata  | Zwyciężczyni            |
| ------- | ----------- | ---- | ----------------- | ----------- | ----------- | ------- | ----------------------- |
| 22.     | 23 lutego   | 2008 | Formigal          | Supergigant | 1:40,19 min | +3,99 s | Viktoria Rebensburg     |
| DNF     | 26 lutego   | 2008 | Formigal          | Zjazd       | 1:50,13 min | -       | Ilka Štuhec             |
| 34.     | 28 lutego   | 2008 | Formigal          | Slalom      | 1:33,85 min | +9,72 s | Bernadette Schild       |
| DNF1    | 29 lutego   | 2008 | Formigal          | Gigant      | 1:42,50 min | -       | Anna Fenninger          |
| 29.     | 1 marca     | 2009 | Ga-Pa             | Slalom      | 1:42,07 min | +8,29 s | Denise Feierabend       |
| 30.     | 4 marca     | 2009 | Ga-Pa             | Supergigant | 1:19,80 min | +4,22 s | Viktoria Rebensburg     |
| 21.     | 6 marca     | 2009 | Ga-Pa             | Zjazd       | 1:19,60 min | +2,24 s | Marine Gauthier         |
| 7.      | 31 stycznia | 2010 | Region Mont Blanc | Supergigant | 1:32,21 min | +0,70 s | Marine Gauthier         |
| 18.     | 1 lutego    | 2010 | Region Mont Blanc | Slalom      | 1:34,47 min | +4,37 s | Christina Geiger        |
| 10.     | 4 lutego    | 2010 | Region Mont Blanc | Zjazd       | 1:20,89 min | +1,53 s | Jéromine Géroudet       |
| 27.     | 5 lutego    | 2010 | Region Mont Blanc | Gigant      | 1:38,34 min | +2,78 s | Mona Løseth             |
| 6.      | 5 lutego    | 2010 | Region Mont Blanc | Kombinacja  | 38,85 pkt   | ?       | Mona Løseth             |
| 7.      | 1 lutego    | 2011 | Crans-Montana     | Zjazd       | 1:32,11 min | +0,88 s | Lotte Smiseth Sejersted |
| DNF1    | 2 lutego    | 2011 | Crans-Montana     | Gigant      | 2:28,27 min | -       | Sara Hector             |
| 7.      | 3 lutego    | 2011 | Crans-Montana     | Slalom      | 1:40,32 min | +2,25 s | Jessica Depauli         |
| 2.      | 5 lutego    | 2011 | Crans-Montana     | Supergigant | 1:28,23 min | +0,30 s | Elena Curtoni           |

### Puchar Świata

#### Miejsca w klasyfikacji generalnej
- sezon 2010/2011: -

#### Miejsca na podium w zawodach
Rothmund nie stawała na podium zawodów PŚ.